# Dominique Glasman
Dominique Glasman, né au Maroc le 4 février 1946, est un sociologue français, spécialisé dans la sociologie de l'éducation. 
Ses principales publications sur ce sujet traitent des dispositifs d'aide aux élèves en dehors de l'école, sur les relations entre parents et école, ainsi que sur les processus de déscolarisation. Dominique Glasman est par ailleurs professeur émérite de sociologie à l'université de Savoie.

## Travaux
Dominique Glasman a publié ses premiers travaux sur la sociologie de l’Algérie, où il a travaillé durant plusieurs années. 
De retour en France, il s’est spécialisé sur la sociologie de l’éducation, notamment sur les « marges de l’École ». Appliquant à la périphérie du système scolaire (soutien scolaire, cours particuliers, collèges de Zones d’Éducation Prioritaires, etc.) les outils conceptuels que Pierre Bourdieu avait forgés pour en étudier le centre (Grandes Écoles, « Noblesse d’État », etc.), il a fortement contribué à renouveler l’approche sociologique sur des réalités méconnues du système scolaire français : « L’école hors l’école », les « Z.E.P », l’accompagnement scolaire et la « déscolarisation » sont au centre de ses analyses. 
En 2004, un rapport pour le Haut Conseil de l’Évaluation de L’École fut l'occasion d'une synthèse d’une partie de ses travaux. 
Dominique Glasman est actuellement professeur à l’Université de Savoie.       